# Lovers Rock (Film)
Lovers Rock ist ein Filmdrama von Steve McQueen, das im September 2020 beim New York Film Festival seine Premiere feierte. Am 22. November 2020 wurde der Film erstmals bei BBC One gezeigt und am 27. November 2020 in den USA über Amazon Prime Video veröffentlicht. Lovers Rock ist der zweite Teil der Small-Axe-Filmreihe.

## Handlung
Es ist Samstagabend, und Martha hat sich heimlich aus ihrem Elternhaus in Ealing geschlichen. Sie trifft sich mit ihrer Freundin Patty, und gemeinsam fahren die beiden Teenager mit einem Doppeldeckerbus nach Notting Hill. Ihr Ziel ist das Haus von Cynthia, die zu ihrem 17. Geburtstag eine Party veranstaltet. Eine DJ-Gruppe namens Mercury Sound um den DJ Parker B herum hat große Lautsprecher und alles andere aufgestellt, um mit Musik für die richtige Stimmung zu sorgen. Nach und nach lockt Parker B die Gäste auf die Tanzfläche. Als Martha ihre Freundin aus den Augen verliert, macht sie die Bekanntschaft von Franklyn.
Nach einer Nacht voller berauschender Musik und gemeinsamen Tanzens fahren sie und Patty in den frühen Morgenstunden zurück, und Martha schleicht sich in ihr Schlafzimmer, gerade noch rechtzeitig, damit ihre Mutter sie für den Gang zur Kirche wecken kann.

## Produktion

### Filmstab und Entstehung
„Dies ist das Musical, das ich schon immer machen wollte.“

Regie führte der Brite Steve McQueen, der gemeinsam mit dem Rapper, Musikproduzenten und Romanautor Courttia Newland auch das Drehbuch schrieb. Es handelt sich um den zweiten Film in der Reihe Small Axe, die von McQueen entwickelt wurde und insgesamt fünf Filme umfasst.
Die aus der Karibik stammenden Eltern des 1969 geborenen McQueen kamen nach dem Zweiten Weltkrieg auf Einladung nach Großbritannien. Der Regisseur verarbeitete in den Filmen Familiengeschichten dieser Art und seine eigenen Erinnerungen. Jeder Film der Reihe beleuchtet so eine andere, wenig bekannte Geschichte über den „Black Proud“ zu unterschiedlichen Zeiten aus unterschiedlichen schwarzen Blickwinkeln. Sie zeigen auch die Helden der britischen Windrush-Generation, Angehörige der schwarzen Diaspora, die in ihren eigenen Dialekten sprechen und in ihrer Kultur schwelgen, und spielen zwischen den späten 1960er und frühen 1980er Jahren.
Der Titel der Filmreihe nimmt Bezug auf ein jamaikanisches Sprichwort und dessen Verwendung im Song Small Axe von Bob Marley in dem es heißt: If you are the big, big tree, Let me tell you that: we are the small axe, Ready to cut you down. Dies bringt zum Ausdruck, dass relativ marginale oder kleine Gegenstimmen mächtigere erfolgreich herausfordern können. Für Steve McQueen ist Lovers Rock nach eigenen Aussagen, das Musical, das er schon immer machen wollte. Die dem Film zugrunde liegende Geschichte ist von McQueens Tante Molly als junge Frau inspiriert, die damals nicht zu solchen Partys gehen durfte, doch hatte sein Onkel für sie die Hintertür offen gelassen, damit sie sich heimlich aus dem Haus schleichen konnte um am Morgen rechtzeitig für den Kirchgang zurück zu sein. McQueen bemerkte hierzu: „Für mich war es fast so, als würde ich eine Aschenputtel-Geschichte hören: Sie ging zu diesen Partys und kam zurück und musste am nächsten Morgen in die Kirche.“ Die im Abspann genannte Widmung lautet „for all lovers and rockers“.

### Aufbau und Filmtitel
Lovers Rock spielt in einer einzigen Nacht im Jahr 1980, die Geschichte ist fiktiv und unter den Filmen der Reihe Small Axe, der einzige, der sich nicht mit einem historischen Ereignis befasst. Der Titel des Films nimmt auf den Lovers Rock Bezug, eine Stilrichtung des Reggae, die sich ab Mitte der 1970er Jahre von Großbritannien ausgehend entwickelte. Die Blues-Partys, wie sie McQueen im Film nachstellt, waren trotzige Alternativen zu den Black Clubs, die von der britischen Regierung Anfang der 1980er Jahre geschlossen wurden. Ohne näher auf die politischen Umstände einzugehen, lasse McQueen auf diesem Weg solche „Freiheiten“ in seinen Film einfließen, so K. Austin Collins von Rolling Stone.

### Besetzung, Dreharbeiten und Choreografie

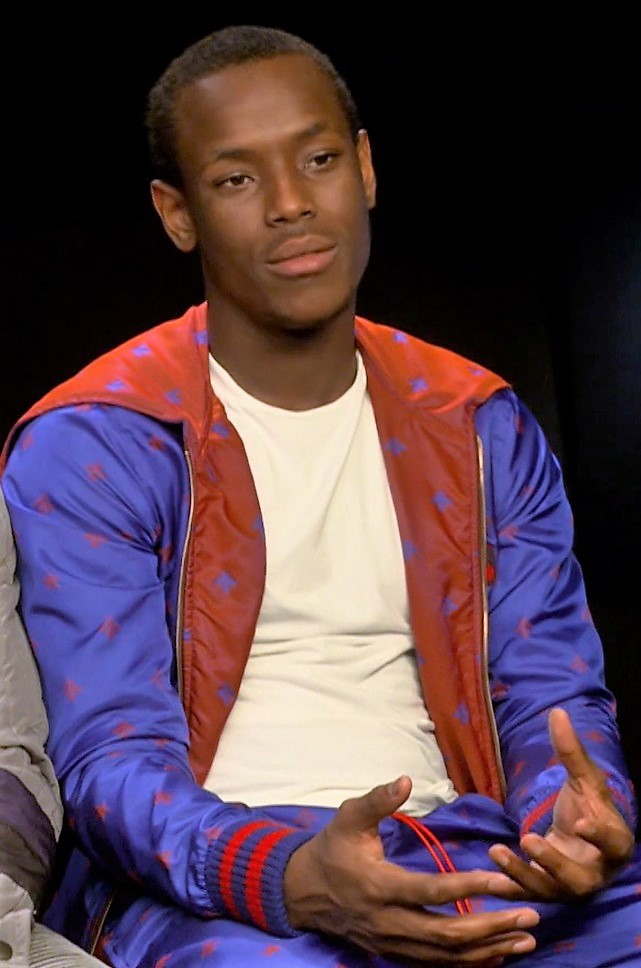
Micheal Ward spielt Franklyn

Amarah-Jae St. Aubyn gibt in Lovers Rock ihr Schauspieldebüt und übernahm die Rolle von Martha Trenton. Shaniqua Okwok spielt deren Freundin Patty, Ellis George übernahm die Rolle des Geburtstagskindes Cynthia. Daniel Francis-Swaby spielt Bammy, Micheal Ward Franklyn und Kedar Williams-Stirling Marthas Cousin Clifton. Kadeem Ramsay ist in der Rolle von DJ Samson zu sehen, der auf der Party Musik macht. Die britische Reggae-Legende Dennis Bovell, der Autor von Silly Games und „Vater des Lovers Rock“, spielt in einem Cameo-Auftritt Milton.
Als Kameramann fungierte, wie auch bei allen anderen vier Filmen der Reihe, Shabier Kirchner. Lovers Rock wurde digital auf einer Alexa Mini gedreht. Die Kamera befand sich in einer an Kirchners Rücken befestigten Aufhängung über seinem Kopf, was ihm im Beinbereich Bewegungsfreiheit während der Partyszenen am Filmset ermöglichte, aber auch den Schauspielern ermöglichte, sich frei im Raum bewegen zu können.
Jan Kedves schreibt in Zeit Online, die Geschichte dieser Nacht sei in einer Art „bekiffter Slow Motion“ gefilmt und in Braun- und Sepiatönen gehalten. Die Kamera zeige die Pärchen, die sich im Rhythmus neugierig aneinanderschmiegen, fast immer auf Beckenhöhe, so Kedves und befindet: „Ja, so muss ein Film aussehen, der einen im Jahr des Coronavirus die Sinnlichkeit von Partynächten schmerzlich vermissen lässt.“ Für die Choreografie war Coral Messam verantwortlich.

### Filmmusik und Songs
Die Filmmusik komponierte Mica Levi. Zu den Songs, die im Film während der Party gespielt werden, gehören unter anderem Darling Ooh von Errol Dunkley, He’s the Greatest Dancer von Sister Sledge, Kung Fu Fighting von Bus Stop / Mark Hall, Silly Games von Janet Kay, Keep It Like It Is von Louisa Mark, The Great Pablo von Augustus Pablo, Dreadlocks In Moonlight von Lee Perry, Girl of My Dreams in einer Version von Cornell Campbell und Mr. Brown des jamaikanischen Reggae-Sängers Gregory Isaacs. Auch zu hören ist Money In My Pocket von Dennis Brown aus dem Jahr 1972, das dieser schrieb, bevor er in London Lovers-Rock-Gruppen produzierte. Zudem spielt der DJ im Film ein Reggae-Instrumental von Kunta Kinte von The Revolutionaries.

### Marketing und Veröffentlichung
Anfang Juni 2020 wurde bekannt, dass sich Lovers Rock in der „offiziellen Selektion“, einer Auswahl von 56 Filmen der ursprünglich für Mai 2020 geplanten Filmfestspiele von Cannes befindet, die aufgrund der Coronavirus-Pandemie in ihrer gewohnten Form abgesagt wurden. Wie auch Mangrove, der ebenfalls in Cannes gezeigt werden sollte, widmete McQueen den Film George Floyd. Eine erste Vorstellung erfolgte am 17. September 2020 im Rahmen des New York Film Festivals, wo er als Eröffnungsfilm gezeigt wurde. Neben Lovers Rock und Mangrove soll hier auch Red, White and Blue, der vierte Film aus der „Small Axe“-Anthologie, vorgestellt werden. Im Oktober 2020 wird er, ebenfalls wie Mangrove, beim London Film Festival gezeigt. Am 22. November 2020 wurde der Film erstmals bei BBC One gezeigt und wurde am 27. November 2020 in den USA über Amazon Prime Video veröffentlicht. Im Juli 2021 wurde er bei den Internationalen Filmfestspielen von Cannes in der Sektion „Cinéma de la plage“ gezeigt. Die Erstausstrahlung des Films im deutschen Free-TV erfolgte am 18. März 2023 bei One.

## Rezeption

### Kritiken
Lovers Rock konnte bislang 98 Prozent aller Kritiker bei Rotten Tomatoes überzeugen und erhielt hierbei eine durchschnittliche Bewertung von 8,8 der möglichen 10 Punkte. Bei Metacritic erhielt der Film einen Metascore von 95 von 100 möglichen Punkten.
K. Austin Collins von Rolling Stone schreibt, für einen Film, der sich oft so anfühlt, als habe er keine Handlung, sei Lovers Rock voller Ereignisse und Erzählstränge, die ineinander fließen. Das Zentrum des Films sei jedoch immer die Tanzfläche, und Steve McQueen lege großen Wert darauf, die Größe aller Gefühle, die sein Film hervorruft, die Begierden, Eifersucht, Vergnügen, Gewalt, en miniatur zu vermitteln. Bilder von Händen, die an Hintern fassen oder mit denen sich Liebende umfassen und wie die Party auf einmal so heiß wird, dass sogar die Wände zu schwitzen anfangen, blieben in Erinnerung, und Lovers Rock lebe so im Kopf weit über sein eigentliches Ende hinaus weiter.
Amon Warmann von Variety schreibt in seiner Kritik, der freudigste Moment des Films und vielleicht auch des ganzen Jahres 2020 sei der, als während der Party die Lautsprecher ausfallen und jeder auf der Tanzfläche vier euphorische Minuten lang Janet Kays 1979er Hit Silly Games singt. Doch finde Steve McQueen in diesem 68-minütigen Lovers Rock auch Zeit, uns und die Bewohner seines Films an die raue Welt zu erinnern, die außerhalb dieses schwarzen Hafens existiert.
In der vom British Film Institute im Filmmagazin Sight & Sound veröffentlichten Top 10 der Filme des Jahres 2020 findet sich Lovers Rock auf dem ersten Platz. Zudem landete Lovers Rock im IndieWire Critics Poll 2020 auf dem 4. Platz.

### Auszeichnungen
Boston Society of Film Critics Awards 2020
- Runner-up in der Kategorie Beste Kamera (Shabier Kirchner)[53]

British Academy Television Craft Awards 2021
- Auszeichnung für die Besten Kostüme (Jacqueline Durran)[54]

Chicago Film Critics Association Awards 2020
- Nominierung als Bester Film
- Nominierung für die Beste Regie (Steve McQueen)
- Nominierung für die Beste Kamera (Shabier Kirchner)
- Nominierung für den Besten Filmschnitt (Chris Dickens und Steve McQueen)[55]

Florida Film Critics Circle Awards 2020
- Runner-Up für die Beste Kamera (Shabier Kirchner)
- Runner-Up in der Kategorie Art Direction/Production (Adam Marshall)[56]

London Critics’ Circle Film Awards 2021
- Nominierung als Bester Film
- Nominierung als Bester britischer Film
- Nominierung für die Beste technische Leistung (Mica Levi)[57]

Los Angeles Film Critics Association Awards 2020
- Runner-Up für die Beste Filmmusik (Mica Levi)[58]

National Society of Film Critics Awards 2021
- First Runner-up für die Beste Kamera (Shabier Kirchner)[59]